# Sven Eller
Sven Eller (* 24. September 1979) ist ein deutscher ehemaliger Fußballspieler, der neben zahlreichen Spielen bei verschiedenen Vereinen im höherklassigen Amateurfußball im Februar 1998 beim Karlsruher SC für sechs Minuten in einem Bundesligaspiel zum Einsatz kam.
Eller begann seine fußballerische Laufbahn in jungen Jahren beim FV Hörden. In der Jugend spielte er außerdem für den SV Kuppenheim 08 auf höchster Ebene in Südbaden. Als Spieler Kuppenheims spielte Eller in der südbadischen Auswahl, wurde in die deutsche U17-Jugendnationalmannschaft berufen und absolvierte dort zahlreiche Spiele, unter anderem gegen die Niederlande und die Türkei.
In dieser Zeit wurde der Bundesligaverein Karlsruher SC auf den jungen Eller aufmerksam. Eller wechselte in die A-Jugend des KSC und wurde anschließend in den Karlsruher Bundesligakader aufgenommen. Am 6. Februar 1998 kam Eller zu seinem einzigen Bundesligaeinsatz, als er von Trainer Winfried Schäfer im Spiel gegen den MSV Duisburg in der 84. Minute für Gunther Metz eingewechselt wurde. Am Ende der Saison 1997/98 stieg der KSC in die zweite Bundesliga ab. Eller stand zwar in den darauf folgenden beiden Zweitligaspielzeiten als Vertragsamateur im Kader der Profis, kam aber zu keinem weiteren Einsatz. Gemeinsam mit seinem Bruder Dominique spielte Eller während dieser beiden Jahre für die Amateurmannschaft der Karlsruher in der – zu dieser Zeit drittklassigen – Regionalliga Süd. Im Sommer 2000 stieg der KSC aus der Zweiten Bundesliga in die Regionalliga ab, die Eller-Brüder spielten nunmehr in der zweiten Mannschaft der Karlsruher in der Oberliga Baden-Württemberg. Obwohl Sven Eller mit zehn Treffern gemeinsam mit Heiko Butscher erfolgreichster Torschütze der Oberliga-Elf war, wurde er von Stefan Kuntz nicht in der ersten Mannschaft eingesetzt.
2001 wechselte Eller zum Regionalligaaufsteiger TSG 1899 Hoffenheim, für den er in der Regionalliga Süd unter Trainer Hansi Flick als Mittelfeldspieler 48 Spiele bestritt und sieben Treffer erzielte. Nach zwei Jahren im Kraichgau wechselte er 2003 zum baden-württembergischen Oberligisten FC Nöttingen. Die von Gerd Dais trainierte Mannschaft wurde überraschend Meister der Oberliga Baden-Württemberg, als offensiver Mittelfeldspieler steuerte Sven Eller acht Tore in 30 Spielen zum bis dahin größten Erfolg der Vereinsgeschichte bei. Nach dieser Saison unterbrach Eller für ein halbes Jahr seine fußballerischen Aktivitäten, um sich seinem Studium zu widmen. Im Januar 2005 schloss er sich dem Oberligisten VfR Mannheim an und stürmte für den Verein bis Juni 2006. Anschließend spielte er als Stürmer beim FC Astoria Walldorf. Mit dem Verein gelang ihm 2006/07 der Aufstieg aus der Verbandsliga in die Oberliga Baden-Württemberg.
Nach der Saison 2007/08 beendete er seine Karriere im höherklassigen Fußball. Er wohnt in Mannheim, arbeitet bei SAP und macht den Trainerschein.